# Blancpain Endurance Series 2011
Navigation
Édition suivante
La saison 2011 des Blancpain Endurance Series (BES) est la première saison de ce championnat et se déroule du 17 avril au 9 octobre 2011 sur un total de cinq manches.

## Engagés
| Équipe                         | Classe                | Voiture                           | No. | Pilotes                      | Manches  |
| ------------------------------ | --------------------- | --------------------------------- | --- | ---------------------------- | -------- |
| Vita4One                       | GT3 Pro               | Ferrari 458 Italia GT3            | 1   | Frank Kechele                | 1–2, 4–5 |
| Vita4One                       | GT3 Pro               | Ferrari 458 Italia GT3            | 1   | Nico Verdonck (en)           | Toutes   |
| Vita4One                       | GT3 Pro               | Ferrari 458 Italia GT3            | 1   | Eric van de Poele            | 3        |
| Vita4One                       | GT3 Pro               | Ferrari 458 Italia GT3            | 1   | Jean-Karl Vernay             | 3–4      |
| Vita4One                       | GT3 Pro               | Ferrari 458 Italia GT3            | 1   | Matteo Bobbi                 | 5        |
| Vita4One                       | GT3 Pro               | Ferrari 458 Italia GT3            | 1   | Michael Bartels              | 1–2      |
| Vita4One                       | GT3 Pro-Am            | Ferrari 458 Italia GT3            | 2   | Michael Bartels              | 3, 5     |
| Vita4One                       | GT3 Pro-Am            | Ferrari 458 Italia GT3            | 2   | Niek Hommerson               | Toutes   |
| Vita4One                       | GT3 Pro-Am            | Ferrari 458 Italia GT3            | 2   | Louis Machiels               | Toutes   |
| Vita4One                       | GT3 Pro-Am            | Ferrari 458 Italia GT3            | 2   | Paul van Splunteren          | 1, 4     |
| Vita4One                       | GT3 Pro-Am            | Ferrari 458 Italia GT3            | 2   | Andrea Bertolini             | 3        |
| Vita4One                       | GT3 Pro               | Ferrari 458 Italia GT3            | 29  | Matteo Bobbi                 | 3        |
| Vita4One                       | GT3 Pro               | Ferrari 458 Italia GT3            | 29  | Frank Kechele                | 3        |
| Vita4One                       | GT3 Pro               | Ferrari 458 Italia GT3            | 29  | Giacomo Petrobelli           | 3, 5     |
| Vita4One                       | GT3 Pro               | Ferrari 458 Italia GT3            | 29  | Michael Bartels              | 4        |
| Vita4One                       | GT3 Pro               | Ferrari 458 Italia GT3            | 29  | Martin Matzke                | 4        |
| Vita4One                       | GT3 Pro               | Ferrari 458 Italia GT3            | 29  | Filip Salaquarda             | 4–5      |
| Vita4One                       | GT3 Pro               | Ferrari 458 Italia GT3            | 29  | Carlos Iaconelli             | 5        |
| Hexis AMR                      | GT3 Pro               | Aston Martin DBRS9                | 3   | Julien Rodrigues             | Toutes   |
| Hexis AMR                      | GT3 Pro               | Aston Martin DBRS9                | 3   | Yann Clairay                 | 1–4      |
| Hexis AMR                      | GT3 Pro               | Aston Martin DBRS9                | 3   | Pierre-Brice Mena            | 1–4      |
| Hexis AMR                      | GT3 Pro               | Aston Martin DBRS9                | 3   | Laurent Cazenave             | 5        |
| Hexis AMR                      | GT3 Pro               | Aston Martin DBRS9                | 3   | Stef Dusseldorp              | 5        |
| Hexis AMR                      | GT3 Pro               | Aston Martin DBRS9                | 4   | Frédéric Makowiecki          | Toutes   |
| Hexis AMR                      | GT3 Pro               | Aston Martin DBRS9                | 4   | Henri Moser                  | Toutes   |
| Hexis AMR                      | GT3 Pro               | Aston Martin DBRS9                | 4   | Gilles Vannelet              | 1–2, 4   |
| Hexis AMR                      | GT3 Pro               | Aston Martin DBRS9                | 4   | Stef Dusseldorp              | 3        |
| Hexis AMR                      | GT3 Pro               | Aston Martin DBRS9                | 4   | Yann Clairay                 | 5        |
| Team Rhino's Leipert           | GT3 Pro-Am            | Lamborghini GToutesardo LP600 GT3 | 6   | Duarte Félix da Costa        | Toutes   |
| Team Rhino's Leipert           | GT3 Pro-Am            | Lamborghini GToutesardo LP600 GT3 | 6   | Lourenço da Veiga            | Toutes   |
| Team Rhino's Leipert           | GT3 Pro-Am            | Lamborghini GToutesardo LP600 GT3 | 6   | Ricardo Bravo                | Toutes   |
| Team Rhino's Leipert           | GT3 Pro-Am            | Lamborghini GToutesardo LP600 GT3 | 6   | Mika Vahamaki                | 3        |
| Team Rhino's Leipert           | GT3 Pro-Am            | Lamborghini GToutesardo LP600 GT3 | 7   | Olivier Tielemans            | 1–2      |
| Team Rhino's Leipert           | GT3 Pro-Am            | Lamborghini GToutesardo LP600 GT3 | 7   | Mika Vahamaki                | 1–2      |
| Team Rhino's Leipert           | GT3 Pro-Am            | Lamborghini GToutesardo LP600 GT3 | 7   | Niki Lanik                   | 1        |
| Team Rhino's Leipert           | GT3 Pro-Am            | Lamborghini GToutesardo LP600 GT3 | 7   | Dennis Vollmair              | 2        |
| Team Rhino's Leipert           | GT3 Pro-Am            | Lamborghini GToutesardo LP600 GT3 | 7   | José Manuel Balbiani (en)    | 5        |
| Team Rhino's Leipert           | GT3 Pro-Am            | Lamborghini GToutesardo LP600 GT3 | 7   | Alejandro Chahwan            | 5        |
| Team Rhino's Leipert           | GT3 Pro-Am            | Lamborghini GToutesardo LP600 GT3 | 7   | Sebastián Martínez           | 5        |
| GPR AMR                        | GT3 Pro-Am            | Aston Martin DBRS9                | 8   | Eddy Renard                  | 1–3      |
| GPR AMR                        | GT3 Pro-Am            | Aston Martin DBRS9                | 8   | Ludovic Sougnez              | 1–2      |
| GPR AMR                        | GT3 Pro-Am            | Aston Martin DBRS9                | 8   | Christian Kelders            | 1        |
| GPR AMR                        | GT3 Pro-Am            | Aston Martin DBRS9                | 8   | Jonathan Hirschi             | 2        |
| GPR AMR                        | GT3 Pro-Am            | Aston Martin DBRS9                | 8   | Tomáš Enge                   | 3        |
| GPR AMR                        | GT3 Pro-Am            | Aston Martin DBRS9                | 8   | Gavin Pickering              | 3        |
| GPR AMR                        | GT3 Pro-Am            | Aston Martin DBRS9                | 8   | Jan Stoviček                 | 3        |
| GPR AMR                        | GT3 Gentlemen Trophée | Aston Martin DBRS9                | 78  | Pierre Grivegnee             | 3        |
| GPR AMR                        | GT3 Gentlemen Trophée | Aston Martin DBRS9                | 78  | Alex van de Poele            | 3        |
| GPR AMR                        | GT3 Gentlemen Trophée | Aston Martin DBRS9                | 78  | Jean-Pierre Vandewauwer      | 3        |
| GPR AMR                        | GT4                   | Aston Martin V8 Vantage GT4       | 88  | Giuseppe de Pasquale         | 1–2      |
| GPR AMR                        | GT4                   | Aston Martin V8 Vantage GT4       | 88  | Raffaele Sangiuolo           | 1–2      |
| GPR AMR                        | GT4                   | Aston Martin V8 Vantage GT4       | 88  | Léonard Vernet               | 1        |
| GPR AMR                        | GT4                   | Aston Martin V8 Vantage GT4       | 88  | Philippe "Brody" Broodcoren  | 2        |
| AutOrlando Sport               | GT3 Pro               | Porsche 911 GT3 R (997)           | 9   | Gianluca Roda                | Toutes   |
| AutOrlando Sport               | GT3 Pro               | Porsche 911 GT3 R (997)           | 9   | Raffaele Giammaria (en)      | Toutes   |
| AutOrlando Sport               | GT3 Pro               | Porsche 911 GT3 R (997)           | 9   | Paolo Ruberti                | Toutes   |
| SOFREV ASP                     | GT3 Pro               | Ferrari 458 Italia GT3            | 10  | Patrice Goueslard            | 1–4      |
| SOFREV ASP                     | GT3 Pro               | Ferrari 458 Italia GT3            | 10  | Julien Jousse                | 1–4      |
| SOFREV ASP                     | GT3 Pro               | Ferrari 458 Italia GT3            | 10  | Jérôme Policand              | 1–2, 4   |
| SOFREV ASP                     | GT3 Pro               | Ferrari 458 Italia GT3            | 10  | Olivier Pla                  | 3        |
| SOFREV ASP                     | GT3 Pro-Am            | Ferrari 458 Italia GT3            | 20  | Ludovic Badey                | Toutes   |
| SOFREV ASP                     | GT3 Pro-Am            | Ferrari 458 Italia GT3            | 20  | Jean-Luc Beaubélique         | Toutes   |
| SOFREV ASP                     | GT3 Pro-Am            | Ferrari 458 Italia GT3            | 20  | Franck Morel                 | Toutes   |
| SOFREV ASP                     | GT3 Pro-Am            | Ferrari 458 Italia GT3            | 20  | Guillaume Moreau             | 3        |
| United Autosports              | GT3 Pro-Am            | Audi R8 LMS                       | 11  | Matt Bell                    | 3        |
| United Autosports              | GT3 Pro-Am            | Audi R8 LMS                       | 11  | Mark Blundell                | 3        |
| United Autosports              | GT3 Pro-Am            | Audi R8 LMS                       | 11  | Eddie Cheever                | 3        |
| United Autosports              | GT3 Pro-Am            | Audi R8 LMS                       | 11  | Mark Patterson               | 3        |
| United Autosports              | GT3 Pro-Am            | Audi R8 LMS                       | 12  | Alain Li                     | 3        |
| United Autosports              | GT3 Pro-Am            | Audi R8 LMS                       | 12  | Arie Luyendyk                | 3        |
| United Autosports              | GT3 Pro-Am            | Audi R8 LMS                       | 12  | Richard Meins                | 3        |
| United Autosports              | GT3 Pro-Am            | Audi R8 LMS                       | 12  | Henri Richard                | 3        |
| United Autosports              | GT3 Pro-Am            | Audi R8 LMS                       | 23  | Zak Brown                    | 3        |
| United Autosports              | GT3 Pro-Am            | Audi R8 LMS                       | 23  | Richard Dean                 | 3        |
| United Autosports              | GT3 Pro-Am            | Audi R8 LMS                       | 23  | Johnny Herbert               | 3        |
| United Autosports              | GT3 Pro-Am            | Audi R8 LMS                       | 23  | Stefan Johansson             | 3        |
| KRK Racing Team Holland        | GT3 Pro               | Mercedes-Benz SLS AMG GT3         | 15  | Mike Hezemans                | 3        |
| KRK Racing Team Holland        | GT3 Pro               | Mercedes-Benz SLS AMG GT3         | 15  | Anthony Kumpen               | 3        |
| KRK Racing Team Holland        | GT3 Pro               | Mercedes-Benz SLS AMG GT3         | 15  | Koen Wauters                 | 3        |
| KRK Racing Team Holland        | GT3 Pro-Am            | Mercedes-Benz SLS AMG GT3         | 16  | Bernhard van Oranje          | 3        |
| KRK Racing Team Holland        | GT3 Pro-Am            | Mercedes-Benz SLS AMG GT3         | 16  | Dennis Retera                | 3        |
| KRK Racing Team Holland        | GT3 Pro-Am            | Mercedes-Benz SLS AMG GT3         | 16  | Marius Ritskes               | 3        |
| KRK Racing Team Holland        | GT3 Pro-Am            | Mercedes-Benz SLS AMG GT3         | 16  | Raf Vanthoor                 | 3        |
| De Lorenzi Racing              | GT3 Pro-Am            | Porsche 911 GT3 R (997)           | 18  | Gianluca de Lorenzi          | 1–4      |
| De Lorenzi Racing              | GT3 Pro-Am            | Porsche 911 GT3 R (997)           | 18  | Alessandro Bonetti (en)      | 1–4      |
| De Lorenzi Racing              | GT3 Pro-Am            | Porsche 911 GT3 R (997)           | 18  | Stefano Borghi               | 1–2      |
| De Lorenzi Racing              | GT3 Pro-Am            | Porsche 911 GT3 R (997)           | 18  | Lorenzo Bontempelli          | 3        |
| De Lorenzi Racing              | GT3 Pro-Am            | Porsche 911 GT3 R (997)           | 18  | Beniamino Caccia             | 3        |
| De Lorenzi Racing              | GT3 Gentlemen Trophée | Porsche 997 GT3 Cup               | 36  | Sergio Negroni               | Toutes   |
| De Lorenzi Racing              | GT3 Gentlemen Trophée | Porsche 997 GT3 Cup               | 36  | Luigi Emiliani               | 1–2, 4–5 |
| De Lorenzi Racing              | GT3 Gentlemen Trophée | Porsche 997 GT3 Cup               | 36  | Marco Cassera                | 1–2, 4–5 |
| De Lorenzi Racing              | GT3 Gentlemen Trophée | Porsche 997 GT3 Cup               | 36  | Giorgio Piodi                | 3        |
| De Lorenzi Racing              | GT3 Gentlemen Trophée | Porsche 997 GT3 Cup               | 36  | Roberto Fecchio              | 3        |
| De Lorenzi Racing              | GT3 Gentlemen Trophée | Porsche 997 GT3 Cup               | 36  | Stefano Crotti               | 3        |
| De Lorenzi Racing              | GT3 Gentlemen Trophée | Porsche 997 GT3 Cup S             | 37  | Giorgio Piodi                | 1–2, 4   |
| De Lorenzi Racing              | GT3 Gentlemen Trophée | Porsche 997 GT3 Cup S             | 37  | Stefano Bianconi             | 1–2      |
| De Lorenzi Racing              | GT3 Gentlemen Trophée | Porsche 997 GT3 Cup S             | 37  | Sergio Parato                | 1        |
| De Lorenzi Racing              | GT3 Gentlemen Trophée | Porsche 997 GT3 Cup S             | 37  | Stefano Villa                | 2, 4     |
| De Lorenzi Racing              | GT3 Gentlemen Trophée | Porsche 997 GT3 Cup S             | 37  | Matteo Milani                | 4        |
| De Lorenzi Racing              | GT4                   | Ginetta G50 Cup                   | 73  | Piero Limonta                | 1–2      |
| De Lorenzi Racing              | GT4                   | Ginetta G50 Cup                   | 73  | Fabrizio Ferrari             | 1–2      |
| De Lorenzi Racing              | GT4                   | Ginetta G50 Cup                   | 73  | Alberto Viglione             | 1        |
| De Lorenzi Racing              | GT4                   | Ginetta G50 Cup                   | 73  | Diego Alessi                 | 2        |
| Level Racing                   | GT3 Gentlemen Trophée | Porsche 997 GT3 Cup S             | 19  | Philippe "Brody" Broodcoren  | 1, 3–5   |
| Level Racing                   | GT3 Gentlemen Trophée | Porsche 997 GT3 Cup S             | 19  | Cyril Calmon                 | 1        |
| Level Racing                   | GT3 Gentlemen Trophée | Porsche 997 GT3 Cup S             | 19  | Christoff Corten             | 3, 5     |
| Level Racing                   | GT3 Gentlemen Trophée | Porsche 997 GT3 Cup S             | 19  | Kurt Dujardin                | 3        |
| Level Racing                   | GT3 Gentlemen Trophée | Porsche 997 GT3 Cup S             | 19  | Mathijs Harkema              | 3–5      |
| Level Racing                   | GT3 Gentlemen Trophée | Porsche 997 GT3 Cup S             | 19  | Pierre-Yves Rosoux           | 4        |
| Sport Garage                   | GT3 Gentlemen Trophée | Ferrari 430 Scuderia GT3          | 22  | Lionel Comole                | Toutes   |
| Sport Garage                   | GT3 Gentlemen Trophée | Ferrari 430 Scuderia GT3          | 22  | Philip Shearer               | 1–2      |
| Sport Garage                   | GT3 Gentlemen Trophée | Ferrari 430 Scuderia GT3          | 22  | Amandine Foulard             | 1–2      |
| Sport Garage                   | GT3 Gentlemen Trophée | Ferrari 430 Scuderia GT3          | 22  | André-Alain Corbel           | 3        |
| Sport Garage                   | GT3 Gentlemen Trophée | Ferrari 430 Scuderia GT3          | 22  | Thomas Duchêne               | 3        |
| Sport Garage                   | GT3 Gentlemen Trophée | Ferrari 430 Scuderia GT3          | 22  | Eric Vaissière               | 3        |
| Sport Garage                   | GT3 Gentlemen Trophée | Ferrari 430 Scuderia GT3          | 22  | Romain Brandela              | 4        |
| Sport Garage                   | GT3 Gentlemen Trophée | Ferrari 430 Scuderia GT3          | 22  | Paul Lanchere                | 4        |
| Sport Garage                   | GT3 Gentlemen Trophée | Ferrari 430 Scuderia GT3          | 22  | Chris Dymond                 | 5        |
| Sport Garage                   | GT3 Gentlemen Trophée | Ferrari 430 Scuderia GT3          | 22  | Robert Hissom                | 5        |
| Sport Garage                   | GT3 Pro-Am            | Ferrari 430 Scuderia GT3          | 42  | Eric Cayrolle                | Toutes   |
| Sport Garage                   | GT3 Pro-Am            | Ferrari 430 Scuderia GT3          | 42  | Michaël Petit                | Toutes   |
| Sport Garage                   | GT3 Pro-Am            | Ferrari 430 Scuderia GT3          | 42  | Christophe Jouet             | 1–3, 5   |
| Sport Garage                   | GT3 Pro-Am            | Ferrari 430 Scuderia GT3          | 42  | Romain Brandela              | 3        |
| Blancpain Reiter               | GT3 Pro-Am            | Lamborghini GToutesardo LP600 GT3 | 24  | Marc A. Hayek                | 1–3, 5   |
| Blancpain Reiter               | GT3 Pro-Am            | Lamborghini GToutesardo LP600 GT3 | 24  | Peter Kox                    | 1–3, 5   |
| Blancpain Reiter               | GT3 Pro-Am            | Lamborghini GToutesardo LP600 GT3 | 24  | Jos Menten                   | 3        |
| Blancpain Reiter               | GT3 Pro               | Lamborghini GToutesardo LP600 GT3 | 25  | Albert von Thurn und Taxis   | 1–3      |
| Blancpain Reiter               | GT3 Pro               | Lamborghini GToutesardo LP600 GT3 | 25  | Nikolaus Mayr-Melnhof        | 1–3      |
| Blancpain Reiter               | GT3 Pro               | Lamborghini GToutesardo LP600 GT3 | 25  | Eugenio Amos                 | 1–3      |
| Delahaye Racing                | GT3 Pro-Am            | Corvette Z06 GT3                  | 26  | Jean-Luc Blanchemain         | 3        |
| Delahaye Racing                | GT3 Pro-Am            | Corvette Z06 GT3                  | 26  | Frédéric Bouvy               | 3        |
| Delahaye Racing                | GT3 Pro-Am            | Corvette Z06 GT3                  | 26  | Damien Coens                 | 3        |
| Delahaye Racing                | GT3 Pro-Am            | Corvette Z06 GT3                  | 26  | Christian Kelders            | 3        |
| Ruffier Racing                 | GT3 Gentlemen Trophée | Lamborghini GToutesardo GT3       | 30  | Jacques Medard               | 1–2      |
| Ruffier Racing                 | GT3 Gentlemen Trophée | Lamborghini GToutesardo GT3       | 30  | Gabriel Abergel              | 1–2      |
| Ruffier Racing                 | GT3 Gentlemen Trophée | Lamborghini GToutesardo GT3       | 30  | Frédéric Da Rocha            | 4        |
| Ruffier Racing                 | GT3 Gentlemen Trophée | Lamborghini GToutesardo GT3       | 30  | Patrice Lafargue             | 4        |
| Ruffier Racing                 | GT3 Gentlemen Trophée | Lamborghini GToutesardo GT3       | 31  | Georges Cabannes             | 1–2, 4–5 |
| Ruffier Racing                 | GT3 Gentlemen Trophée | Lamborghini GToutesardo GT3       | 31  | Grégory Guilvert             | 1, 4     |
| Ruffier Racing                 | GT3 Gentlemen Trophée | Lamborghini GToutesardo GT3       | 31  | Fabien Michal                | 2, 4–5   |
| Ruffier Racing                 | GT3 Gentlemen Trophée | Lamborghini GToutesardo GT3       | 31  | Gilles Vannelet              | 5        |
| WRT Belgian Audi Club          | GT3 Pro               | Audi R8 LMS                       | 32  | Bert Longin                  | Toutes   |
| WRT Belgian Audi Club          | GT3 Pro               | Audi R8 LMS                       | 32  | Stéphane Ortelli             | Toutes   |
| WRT Belgian Audi Club          | GT3 Pro               | Audi R8 LMS                       | 32  | Filipe Albuquerque           | Toutes   |
| WRT Belgian Audi Club          | GT3 Pro               | Audi R8 LMS                       | 33  | Gregory Franchi              | Toutes   |
| WRT Belgian Audi Club          | GT3 Pro               | Audi R8 LMS                       | 33  | Andrea Piccini               | 1–2, 4–5 |
| WRT Belgian Audi Club          | GT3 Pro               | Audi R8 LMS                       | 33  | Marcel Fässler               | 1–2, 4   |
| WRT Belgian Audi Club          | GT3 Pro               | Audi R8 LMS                       | 33  | Mattias Ekström              | 3        |
| WRT Belgian Audi Club          | GT3 Pro               | Audi R8 LMS                       | 33  | Timo Scheider                | 3        |
| WRT Belgian Audi Club          | GT3 Pro               | Audi R8 LMS                       | 33  | Christopher Mies             | 5        |
| JR Motorsports                 | GT3 Pro               | Nissan GT-R GT3                   | 35  | Richard Westbrook            | 4–5      |
| JR Motorsports                 | GT3 Pro               | Nissan GT-R GT3                   | 35  | David Brabham                | 4        |
| JR Motorsports                 | GT3 Pro               | Nissan GT-R GT3                   | 35  | Nick Catsburg                | 5        |
| JR Motorsports                 | GT3 Pro               | Nissan GT-R GT3                   | 35  | Peter Dumbreck               | 5        |
| Black Falcon                   | GT3 Pro               | Mercedes-Benz SLS AMG GT3         | 35  | Kenneth Heyer                | 3        |
| Black Falcon                   | GT3 Pro               | Mercedes-Benz SLS AMG GT3         | 35  | Thomas Jäger                 | 3        |
| Black Falcon                   | GT3 Pro               | Mercedes-Benz SLS AMG GT3         | 35  | Stéphane Lémeret             | 3        |
| Black Falcon                   | GT3 Pro-Am            | Mercedes-Benz SLS AMG GT3         | 38  | Bret Curtis                  | 3        |
| Black Falcon                   | GT3 Pro-Am            | Mercedes-Benz SLS AMG GT3         | 38  | Jeroen van den Heuvel        | 3        |
| Black Falcon                   | GT3 Pro-Am            | Mercedes-Benz SLS AMG GT3         | 38  | Peter Van der Kolk           | 3        |
| Black Falcon                   | GT3 Pro-Am            | Mercedes-Benz SLS AMG GT3         | 38  | Andrii Lebed                 | 3        |
| Scuderia Vittoria              | GT3 Pro               | Ferrari 458 Italia GT3            | 38  | Giacomo Petrobelli           | 1–2, 4   |
| Scuderia Vittoria              | GT3 Pro               | Ferrari 458 Italia GT3            | 38  | Matteo Bobbi                 | 1–2, 4   |
| Scuderia Vittoria              | GT3 Pro               | Ferrari 458 Italia GT3            | 38  | Carlos Iaconelli             | 1–2, 4   |
| Marc VDS Racing Team           | GT3 Pro               | BMW Z4 GT3                        | 40  | Bas Leinders                 | 3–5      |
| Marc VDS Racing Team           | GT3 Pro               | BMW Z4 GT3                        | 40  | Maxime Martin                | 3–5      |
| Marc VDS Racing Team           | GT3 Pro               | BMW Z4 GT3                        | 40  | Marc Hennerici               | 3        |
| Marc VDS Racing Team           | GT3 Pro               | BMW Z4 GT3                        | 40  | Markus Palttala              | 4–5      |
| Marc VDS Racing Team           | GT3 Pro               | Ford GT GT3                       | 40  | Bas Leinders                 | 1–2      |
| Marc VDS Racing Team           | GT3 Pro               | Ford GT GT3                       | 40  | Markus Palttala              | 1–2      |
| Marc VDS Racing Team           | GT3 Pro               | Ford GT GT3                       | 40  | Maxime Martin                | 1–2      |
| Marc VDS Racing Team           | GT3 Pro               | Ford GT GT3                       | 41  | Markus Palttala              | 3        |
| Marc VDS Racing Team           | GT3 Pro               | Ford GT GT3                       | 41  | Jonathan Hirschi             | 3        |
| Marc VDS Racing Team           | GT3 Pro               | Ford GT GT3                       | 41  | Antoine Leclerc              | 3        |
| Marc VDS Racing Team           | GT3 Pro               | Alpina B6 GT3                     | 41  | Dylan Derdaele               | 5        |
| Marc VDS Racing Team           | GT3 Pro               | Alpina B6 GT3                     | 41  | Dino Lunardi                 | 5        |
| Marc VDS Racing Team           | GT3 Pro               | Alpina B6 GT3                     | 41  | Nikolaus Mayr-Melnhof        | 5        |
| Marc VDS Racing Team           | GT3 Pro-Am            | Ford Mustang FR500 GT3            | 92  | Eric Bachelart               | 3        |
| Marc VDS Racing Team           | GT3 Pro-Am            | Ford Mustang FR500 GT3            | 92  | Marc Duez                    | 3        |
| Marc VDS Racing Team           | GT3 Pro-Am            | Ford Mustang FR500 GT3            | 92  | Jean-Michel Martin           | 3        |
| Faster Racing by DB Motorsport | GT3 Pro-Am            | BMW Z4 GT3 (E89)                  | 43  | Jeroen de Boer               | 2–3      |
| Faster Racing by DB Motorsport | GT3 Pro-Am            | BMW Z4 GT3 (E89)                  | 43  | Simon Knap                   | 2–3      |
| Faster Racing by DB Motorsport | GT3 Pro-Am            | BMW Z4 GT3 (E89)                  | 43  | David Hart                   | 3        |
| Faster Racing by DB Motorsport | GT3 Pro-Am            | BMW Z4 GT3 (E89)                  | 44  | Archie Hamilton              | 3        |
| Faster Racing by DB Motorsport | GT3 Pro-Am            | BMW Z4 GT3 (E89)                  | 44  | Harrie Kolen                 | 3        |
| Faster Racing by DB Motorsport | GT3 Pro-Am            | BMW Z4 GT3 (E89)                  | 44  | Xavier Maassen               | 3        |
| Faster Racing by DB Motorsport | GT3 Pro-Am            | BMW Z4 GT3 (E89)                  | 44  | Hoevert Vos                  | 3        |
| Gulf Racing                    | GT3 Pro-Am            | Lamborghini GToutesardo GT3       | 45  | Fabien Giroix                | 2–5      |
| Gulf Racing                    | GT3 Pro-Am            | Lamborghini GToutesardo GT3       | 45  | Andrea Barlesi               | 2–5      |
| Gulf Racing                    | GT3 Pro-Am            | Lamborghini GToutesardo GT3       | 45  | Jean-Pierre Valentini        | 2        |
| Gulf Racing                    | GT3 Pro-Am            | Lamborghini GToutesardo GT3       | 45  | Karim Al Azhari              | 3        |
| Gulf Racing                    | GT3 Pro-Am            | Lamborghini GToutesardo GT3       | 45  | Frédéric Fatien              | 3–5      |
| Black Bull Swiss Racing        | GT3 Pro-Am            | Ferrari 430 Scuderia GT3          | 46  | Andrea Invernizzi            | 1        |
| Black Bull Swiss Racing        | GT3 Pro-Am            | Ferrari 430 Scuderia GT3          | 46  | Mirko Venturi                | 1        |
| Black Bull Swiss Racing        | GT3 Pro-Am            | Ferrari 430 Scuderia GT3          | 46  | Tommaso Maino                | 1        |
| AF Corse                       | GT3 Pro-Am            | Ferrari 458 Italia GT3            | 50  | Matt Griffin                 | Toutes   |
| AF Corse                       | GT3 Pro-Am            | Ferrari 458 Italia GT3            | 50  | Jack Gerber                  | 1–4      |
| AF Corse                       | GT3 Pro-Am            | Ferrari 458 Italia GT3            | 50  | Niki Cadei                   | 3        |
| AF Corse                       | GT3 Pro-Am            | Ferrari 458 Italia GT3            | 50  | Marco Cioci                  | 3, 5     |
| AF Corse                       | GT3 Pro-Am            | Ferrari 458 Italia GT3            | 50  | Piergiuseppe Perazzini       | 5        |
| AF Corse                       | GT3 Pro-Am            | Ferrari 458 Italia GT3            | 51  | Jean-Marc Bachelier          | 3, 5     |
| AF Corse                       | GT3 Pro-Am            | Ferrari 458 Italia GT3            | 51  | Howard Blank                 | 3, 5     |
| AF Corse                       | GT3 Pro-Am            | Ferrari 458 Italia GT3            | 51  | Yannick MTouteségol          | 3, 5     |
| AF Corse                       | GT3 Pro-Am            | Ferrari 458 Italia GT3            | 51  | Maurizio Basso               | 4        |
| AF Corse                       | GT3 Pro-Am            | Ferrari 458 Italia GT3            | 51  | Gino Forgione                | 4        |
| AF Corse                       | GT3 Pro-Am            | Ferrari 458 Italia GT3            | 51  | Massimiliano Mugelli         | 4        |
| Graff Racing                   | GT3 Pro-Am            | Mercedes-Benz SLS AMG GT3         | 54  | Eric Debard                  | 3        |
| Graff Racing                   | GT3 Pro-Am            | Mercedes-Benz SLS AMG GT3         | 54  | Grégoire Demoustier          | 3        |
| Graff Racing                   | GT3 Pro-Am            | Mercedes-Benz SLS AMG GT3         | 54  | Nicolas Lapierre             | 3        |
| Graff Racing                   | GT3 Pro-Am            | Mercedes-Benz SLS AMG GT3         | 54  | Olivier Panis                | 3        |
| Graff Racing                   | GT3 Pro-Am            | Mercedes-Benz SLS AMG GT3         | 55  | Philippe Haezebrouck         | 3        |
| Graff Racing                   | GT3 Pro-Am            | Mercedes-Benz SLS AMG GT3         | 55  | Mike Parisy                  | 3        |
| Graff Racing                   | GT3 Pro-Am            | Mercedes-Benz SLS AMG GT3         | 55  | Gilles Vannelet              | 3        |
| Graff Racing                   | GT3 Pro-Am            | Mercedes-Benz SLS AMG GT3         | 55  | Massimo Vignali              | 3        |
| RMS                            | GT3 Gentlemen Trophée | Porsche 997 GT3 Cup               | 56  | Marc Faggionato              | 3        |
| RMS                            | GT3 Gentlemen Trophée | Porsche 997 GT3 Cup               | 56  | Thierry Prignaud             | 3        |
| RMS                            | GT3 Gentlemen Trophée | Porsche 997 GT3 Cup               | 56  | Franck Racinet               | 3        |
| RMS                            | GT3 Gentlemen Trophée | Porsche 997 GT3 Cup               | 56  | Thierry Stépec               | 3        |
| RMS                            | GT3 Gentlemen Trophée | Porsche 997 GT3 Cup               | 57  | Olivier Baron                | 3        |
| RMS                            | GT3 Gentlemen Trophée | Porsche 997 GT3 Cup               | 57  | Richard Feller               | 3        |
| RMS                            | GT3 Gentlemen Trophée | Porsche 997 GT3 Cup               | 57  | Manuel Nicolaïdis            | 3        |
| RMS                            | GT3 Gentlemen Trophée | Porsche 997 GT3 Cup               | 57  | Fabio Spirgi                 | 3        |
| McLaren GT                     | GT3 Pro               | McLaren MP4-12C GT3               | 58  | Robert Bell                  | 3        |
| McLaren GT                     | GT3 Pro               | McLaren MP4-12C GT3               | 58  | Chris Goodwin (en)           | 3        |
| McLaren GT                     | GT3 Pro               | McLaren MP4-12C GT3               | 58  | Tim Mullen (en)              | 3        |
| McLaren GT                     | GT3 Pro               | McLaren MP4-12C GT3               | 59  | Andrew Kirkaldy              | 3–4      |
| McLaren GT                     | GT3 Pro               | McLaren MP4-12C GT3               | 59  | Álvaro Parente               | 3–5      |
| McLaren GT                     | GT3 Pro               | McLaren MP4-12C GT3               | 59  | Oliver Turvey                | 3–5      |
| McLaren GT                     | GT3 Pro               | McLaren MP4-12C GT3               | 59  | Danny Watts                  | 5        |
| McLaren GT                     | GT3 Pro-Am            | McLaren MP4-12C GT3               | 60  | Adam Christodoulou           | 3–5      |
| McLaren GT                     | GT3 Pro-Am            | McLaren MP4-12C GT3               | 60  | Phil Quaife                  | 3, 5     |
| McLaren GT                     | GT3 Pro-Am            | McLaren MP4-12C GT3               | 60  | Glynn Geddie                 | 3        |
| McLaren GT                     | GT3 Pro-Am            | McLaren MP4-12C GT3               | 60  | Roger Wills                  | 3        |
| McLaren GT                     | GT3 Pro-Am            | McLaren MP4-12C GT3               | 60  | Klaas Hummel                 | 4–5      |
| McLaren GT                     | GT3 Pro-Am            | McLaren MP4-12C GT3               | 60  | Pierre Kaffer                | 4        |
| Lotus Driving Academy          | GT4                   | Lotus Evora GT4                   | 61  | Stefan Landmann              | 1        |
| Lotus Driving Academy          | GT4                   | Lotus Evora GT4                   | 61  | Csaba Walter                 | 1        |
| Lotus Driving Academy          | GT4                   | Lotus Evora GT4                   | 61  | Florian Aichinger            | 1        |
| Lotus Driving Academy          | GT4                   | Lotus Evora GT4                   | 61  | Lorenz Frey                  | 2, 4     |
| Lotus Driving Academy          | GT4                   | Lotus Evora GT4                   | 61  | Rolf Maritz                  | 2, 4     |
| Lotus Driving Academy          | GT4                   | Lotus Evora GT4                   | 61  | Fredy Barth                  | 2, 4     |
| Lotus Driving Academy          | GT4                   | Lotus Evora GT4                   | 62  | Andrina Gugger               | 4        |
| Lotus Driving Academy          | GT4                   | Lotus Evora GT4                   | 62  | Matthias Gamauf              | 4        |
| RJN Motorsport                 | GT4                   | Nissan 370Z GT4                   | 63  | Alex Buncombe                | Toutes   |
| RJN Motorsport                 | GT4                   | Nissan 370Z GT4                   | 63  | Jordan Tresson               | Toutes   |
| RJN Motorsport                 | GT4                   | Nissan 370Z GT4                   | 63  | Christopher Ward             | Toutes   |
| AutoVitesse                    | GT3 Pro-Am            | Lamborghini GToutesardo LP600 GT3 | 64  | Julien Piguet                | 4        |
| AutoVitesse                    | GT3 Pro-Am            | Lamborghini GToutesardo LP600 GT3 | 64  | Cédric Leimer                | 4        |
| Gentle Swiss Racing            | GT4                   | Aston Martin V8 Vantage GT4       | 64  | Lorenz Frey                  | 1        |
| Gentle Swiss Racing            | GT4                   | Aston Martin V8 Vantage GT4       | 64  | Rolf Maritz                  | 1        |
| Gentle Swiss Racing            | GT4                   | Aston Martin V8 Vantage GT4       | 64  | Fredy Barth                  | 1        |
| Gentle Swiss Racing            | GT4                   | Maserati GranTurismo MC           | 65  | Andrina Gugger               | 1–2      |
| Gentle Swiss Racing            | GT4                   | Maserati GranTurismo MC           | 65  | Devis Schwägli               | 1–2      |
| Lotus Italia Scuderia Giudici  | GT4                   | Lotus Evora GT4                   | 70  | Edoardo Piscopo              | Toutes   |
| Lotus Italia Scuderia Giudici  | GT4                   | Lotus Evora GT4                   | 70  | Leo Mansell                  | Toutes   |
| Lotus Italia Scuderia Giudici  | GT4                   | Lotus Evora GT4                   | 70  | Greg Mansell                 | Toutes   |
| Lotus Italia Scuderia Giudici  | GT4                   | Lotus Evora GT4                   | 70  | Gianni Giudici               | 3        |
| Prospeed Competition           | GT3 Pro-Am            | Porsche 911 GT3 R (997)           | 74  | Nicolas de Crem              | 3        |
| Prospeed Competition           | GT3 Pro-Am            | Porsche 911 GT3 R (997)           | 74  | Bryce Miller                 | 3        |
| Prospeed Competition           | GT3 Pro-Am            | Porsche 911 GT3 R (997)           | 74  | Ludovic Sougnez              | 3        |
| Prospeed Competition           | GT3 Pro-Am            | Porsche 911 GT3 R (997)           | 74  | Paul van Splunteren          | 3        |
| Prospeed Competition           | GT3 Pro               | Porsche 911 GT3 R (997)           | 75  | Marc Goossens                | 3        |
| Prospeed Competition           | GT3 Pro               | Porsche 911 GT3 R (997)           | 75  | Jan Heylen                   | 3        |
| Prospeed Competition           | GT3 Pro               | Porsche 911 GT3 R (997)           | 75  | Maxime Soulet                | 3        |
| Need for Speed Team Schubert   | GT3 Pro               | BMW Z4 GT3                        | 76  | Claudia Hürtgen              | 3        |
| Need for Speed Team Schubert   | GT3 Pro               | BMW Z4 GT3                        | 76  | Edward Sandström             | 3        |
| Need for Speed Team Schubert   | GT3 Pro               | BMW Z4 GT3                        | 76  | Dirk Werner                  | 3        |
| Ecurie Ecosse                  | GT3 Pro-Am            | Aston Martin DBRS9                | 79  | Oliver Bryant                | 3        |
| Ecurie Ecosse                  | GT3 Pro-Am            | Aston Martin DBRS9                | 79  | Alasdair McCaig              | 3        |
| Ecurie Ecosse                  | GT3 Pro-Am            | Aston Martin DBRS9                | 79  | Andrew Smith                 | 3        |
| Ecurie Ecosse                  | GT3 Pro-Am            | Aston Martin DBRS9                | 79  | Joe Twyman                   | 3        |
| SMG                            | GT3 Pro-Am            | Porsche 911 GT3 R (997)           | 80  | Eric Clément                 | 4        |
| SMG                            | GT3 Pro-Am            | Porsche 911 GT3 R (997)           | 80  | Philippe Gache               | 4        |
| Exagon Engineering             | GT3 Pro-Am            | Porsche 911 GT3 R (997)           | 81  | Daniel Desbruères            | 4        |
| Exagon Engineering             | GT3 Pro-Am            | Porsche 911 GT3 R (997)           | 81  | Christian Kelders            | 4        |
| GCR                            | GT3 Gentlemen Trophée | Dodge Viper GT3                   | 82  | Guy Clairay                  | 3        |
| GCR                            | GT3 Gentlemen Trophée | Dodge Viper GT3                   | 82  | Jean-Marc Merlin             | 3        |
| GCR                            | GT3 Gentlemen Trophée | Dodge Viper GT3                   | 82  | Dominique Nury               | 3        |
| GCR                            | GT3 Gentlemen Trophée | Dodge Viper GT3                   | 82  | Bernard Salam                | 3        |
| VDS Racing Adventures          | GT3 Gentlemen Trophée | Ford Mustang FR500 GT3            | 85  | Benjamin Bailly              | 3        |
| VDS Racing Adventures          | GT3 Gentlemen Trophée | Ford Mustang FR500 GT3            | 85  | José Close                   | 3        |
| VDS Racing Adventures          | GT3 Gentlemen Trophée | Ford Mustang FR500 GT3            | 85  | Julien Schroyen              | 3        |
| VDS Racing Adventures          | GT3 Gentlemen Trophée | Ford Mustang FR500 GT3            | 85  | Raphaël van der Straten      | 3        |
| Team Preci Spark               | GT3 Pro-Am            | Mercedes-Benz SLS AMG GT3         | 90  | David Jones                  | 3, 5     |
| Team Preci Spark               | GT3 Pro-Am            | Mercedes-Benz SLS AMG GT3         | 90  | Godfrey Jones                | 3, 5     |
| Team Preci Spark               | GT3 Pro-Am            | Mercedes-Benz SLS AMG GT3         | 90  | Mike Jordan (en)             | 3        |
| Audi Sport Team Phoenix        | GT3 Pro               | Audi R8 LMS                       | 98  | Marcel Fässler               | 3        |
| Audi Sport Team Phoenix        | GT3 Pro               | Audi R8 LMS                       | 98  | Andrea Piccini               | 3        |
| Audi Sport Team Phoenix        | GT3 Pro               | Audi R8 LMS                       | 98  | Mike Rockenfeller            | 3        |
| Audi Sport Team Phoenix        | GT3 Pro               | Audi R8 LMS                       | 99  | Marc Basseng                 | 3        |
| Audi Sport Team Phoenix        | GT3 Pro               | Audi R8 LMS                       | 99  | Christopher Haase            | 3        |
| Audi Sport Team Phoenix        | GT3 Pro               | Audi R8 LMS                       | 99  | Frank Stippler               | 3        |
| DVB Racing                     | GT4                   | BMW M3 GT4                        | 100 | Wolfgang Haugg               | 3        |
| DVB Racing                     | GT4                   | BMW M3 GT4                        | 100 | Christophe Legrand           | 3        |
| DVB Racing                     | GT4                   | BMW M3 GT4                        | 100 | Giuseppe de Pasquale         | 3–5      |
| DVB Racing                     | GT4                   | BMW M3 GT4                        | 100 | Raffaele Sangiuolo           | 3–5      |
| Speedlover                     | GT4                   | Aston Martin V8 Vantage GT4       | 103 | Peter van Audenhove          | 3        |
| Speedlover                     | GT4                   | Aston Martin V8 Vantage GT4       | 103 | Christoff Bigourie           | 3        |
| Speedlover                     | GT4                   | Aston Martin V8 Vantage GT4       | 103 | Sven van Laere               | 3        |
| Speedlover                     | GT4                   | Aston Martin V8 Vantage GT4       | 103 | René Marin                   | 3        |
| Speedlover                     | GT3 Gentlemen Trophée | Porsche 997 GT3 Cup               | 104 | Michel de Coster             | 3        |
| Speedlover                     | GT3 Gentlemen Trophée | Porsche 997 GT3 Cup               | 104 | Tom Langeberg                | 3        |
| Speedlover                     | GT3 Gentlemen Trophée | Porsche 997 GT3 Cup               | 104 | Rik Renmans                  | 3        |
| Speedlover                     | GT3 Gentlemen Trophée | Porsche 997 GT3 Cup               | 104 | Oskar Slingerland            | 3        |
| Signa Motorsport               | GT3 Gentlemen Trophée | Dodge Viper GT3                   | 116 | Patrick Chaillet             | 3        |
| Signa Motorsport               | GT3 Gentlemen Trophée | Dodge Viper GT3                   | 116 | Benoit Galand                | 3        |
| Signa Motorsport               | GT3 Gentlemen Trophée | Dodge Viper GT3                   | 116 | Christophe Geoffroy          | 3        |
| Signa Motorsport               | GT3 Gentlemen Trophée | Dodge Viper GT3                   | 116 | Thierry de Latre du Bosqueau | 3        |
| Mühlner Motorsport             | GT3 Pro-Am            | Porsche 911 GT3 R (997)           | 123 | Armand Fumal                 | 3        |
| Mühlner Motorsport             | GT3 Pro-Am            | Porsche 911 GT3 R (997)           | 123 | Christian Lefort             | 3        |
| Mühlner Motorsport             | GT3 Pro-Am            | Porsche 911 GT3 R (997)           | 123 | Carl Rosenblad               | 3        |
| Mühlner Motorsport             | GT3 Pro-Am            | Porsche 911 GT3 R (997)           | 123 | Jérôme Thiry                 | 3        |
| Mühlner Motorsport             | GT3 Pro-Am            | Porsche 911 GT3 R (997)           | 124 | Sebastian Asch               | 3        |
| Mühlner Motorsport             | GT3 Pro-Am            | Porsche 911 GT3 R (997)           | 124 | Tim Bergmeister              | 3        |
| Mühlner Motorsport             | GT3 Pro-Am            | Porsche 911 GT3 R (997)           | 124 | Jochen Krumbach              | 3        |
| Mühlner Motorsport             | GT3 Pro-Am            | Porsche 911 GT3 R (997)           | 124 | Martin Rich                  | 3        |
| Freeman Gepa 161               | GT3 Gentlemen Trophée | Porsche 997 GT3 Cup               | 161 | Patrick Geladé               | 3        |
| Freeman Gepa 161               | GT3 Gentlemen Trophée | Porsche 997 GT3 Cup               | 161 | Didier Grandjean             | 3        |
| Freeman Gepa 161               | GT3 Gentlemen Trophée | Porsche 997 GT3 Cup               | 161 | Pascal Muller                | 3        |
| Freeman Gepa 161               | GT3 Gentlemen Trophée | Porsche 997 GT3 Cup               | 161 | Dominique Sandona            | 3        |
| Haribo Team Manthey            | GT3 Pro-Am            | Porsche 911 GT3 R (997)           | 888 | Christian Menzel             | 3        |
| Haribo Team Manthey            | GT3 Pro-Am            | Porsche 911 GT3 R (997)           | 888 | Hans Guido Riegel            | 3        |
| Haribo Team Manthey            | GT3 Pro-Am            | Porsche 911 GT3 R (997)           | 888 | Mike Stursberg               | 3        |
| Haribo Team Manthey            | GT3 Pro-Am            | Porsche 911 GT3 R (997)           | 888 | Richard Westbrook            | 3        |

## Calendrier de la saison 2011
| Manche | Circuit                                                       | Date       |
| ------ | ------------------------------------------------------------- | ---------- |
| 1      | Autodromo Nazionale Monza, Monza, Italie                      | 17 avril   |
| 2      | Circuito de Navarra, Los Arcos, Espagne                       | 22 mai     |
| 3      | Total 24 Heures de Spa Circuit de Spa-Francorchamps, Belgique | 30 juillet |
| 4      | Circuit de Nevers Magny-Cours, France                         | 27 août    |
| 5      | Silverstone Circuit, Silverstone, Grande-Bretagne             | 9 octobre  |

## Classement saison 2011

### Championnat pilote

#### GT3 Pro Cup
| Pos. | Pilote             | Points |
| ---- | ------------------ | ------ |
| 1.   | Gregory Franchi    | 89,5   |
| 2.   | Markus Palttala    | 80     |
| 3.   | Filipe Albuquerque | 74     |
| 3.   | Stéphane Ortelli   | 74     |
| 3.   | Bert Longin        | 74     |
| 4.   | Gianluca Roda      | 70     |
| 4.   | Paolo Ruberti      | 70     |
| 5.   | Bas Leinders       | 69     |
| 5.   | Maxime Martin      | 69     |
|      | ...                |        |

#### GT3 Pro-Am Cup
| Pos. | Pilote                   | Points |
| ---- | ------------------------ | ------ |
| 1.   | Niek Hommerson           | 101    |
| 1.   | Louis Machiels (pl)      | 101    |
| 2.   | Ludovic Badey            | 93,5   |
| 2.   | Franck Morel             | 93,5   |
| 2.   | Jean-Luc Beaubélique     | 93,5   |
| 3.   | Duarte Felix da Costa    | 55     |
| 3.   | Ricardo Bravo            | 55     |
| 3.   | Lourenco Beirao da Veiga | 55     |
| 4.   | Paul van Splunteren      | 51     |
| 5.   | Michael Bartels          | 50     |
|      | ...                      |        |

#### GT3 Gentlemen Trophée
| Pos. | Pilote                      | Points |
| ---- | --------------------------- | ------ |
| 1.   | Georges Cabannes            | 93     |
| 2.   | Philippe "Brody" Broodcoren | 68,5   |
| 2.   | Mathijs Harkema             | 68,5   |
| 3.   | Fabien Michal               | 68     |
| 4.   | Giorgio Piodi               | 59     |
| 5.   | Christoff Corten            | 53,5   |
|      | ...                         |        |

#### GT3 Cup
| Pos. | Pilote            | Points |
| ---- | ----------------- | ------ |
| 1.   | Sergio Negroni    | 113,5  |
| 2.   | Luigi Emiliani    | 100    |
| 2.   | Marco Cassera     | 100    |
| 3.   | Thierry Stepec    | 46,5   |
| 3.   | Franck Racinet    | 46,5   |
| 3.   | Thierry Prignaud  | 46,5   |
| 3.   | Marc Faggionato   | 46,5   |
| 4.   | Patrick Geladé    | 31,5   |
| 4.   | Didier Grandjean  | 31,5   |
| 4.   | Dominique Sandona | 31,5   |
| 4.   | Pascal Muller     | 31,5   |
| 5.   | Richard Feller    | 28     |
| 5.   | Olivier Baron     | 28     |
| 5.   | Manuel Nicolaidis | 28     |
| 5.   | Fabio Spirgi      | 28     |
|      | ...               |        |

#### GT4 Cup
| Pos. | Pilote               | Points |
| ---- | -------------------- | ------ |
| 1.   | Christopher Ward     | 116    |
| 1.   | Alex Buncombe (en)   | 116    |
| 1.   | Jordan Tresson       | 116    |
| 2.   | Edoardo Piscopo      | 105    |
| 2.   | Leo Mansell          | 105    |
| 2.   | Greg Mansell         | 105    |
| 3.   | Raffaelle Sangiuolo  | 67     |
| 3.   | Giuseppe de Pasquale | 67     |
| 4.   | Fredy Barth          | 33     |
| 4.   | Rolf Maritz          | 33     |
| 4.   | Lorenz Frey          | 33     |
| 4.   | Christophe Legrand   | 33     |
| 4.   | Wolfgang Haugg       | 33     |
| 4.   | Andrina Gugger       | 33     |
| 5.   | Gianni Giudici       | 25     |
|      | ...                  |        |

### Championnat des équipes

#### GT3 Pro Cup
| Pos. | Équipe                | Points |
| ---- | --------------------- | ------ |
| 1.   | WRT Belgian Audi Club | 115,5  |
| 2.   | Marc VDS Racing Team  | 85     |
| 3.   | Vita4One              | 75     |
| 4.   | Autorlando Sport      | 71,5   |
| 5.   | Hexis AMR             | 59,5   |
|      | ...                   |        |

#### GT3 Pro-Am Cup
| Pos. | Équipe                     | Points |
| ---- | -------------------------- | ------ |
| 1.   | Vita4One                   | 101    |
| 2.   | Sofrev ASP                 | 95     |
| 3.   | Team Preci Spark           | 50     |
| 4.   | AF Corse                   | 46     |
| 4.   | Rhino's Leipert Motorsport | 46     |
| 5.   | Blancpain-Reiter           | 40     |
|      | ...                        |        |

#### GT3 Gentlemen Trophée
| Pos. | Équipe             | Points |
| ---- | ------------------ | ------ |
| 1.   | Ruffier Racing     | 93     |
| 2.   | Level Racing       | 68,5   |
| 3.   | De Lorenzi Racing  | 59     |
| 4.   | Sport Garage       | 56     |
| 5.   | Mühlner Motorsport | 43     |
|      | ...                |        |

#### GT4 Cup
| Pos. | Équipe                | Points |
| ---- | --------------------- | ------ |
| 1.   | RJN Motorsport        | 116    |
| 2.   | Lotus Italia          | 105    |
| 3.   | Lotus Driving Academy | 61     |
| 4.   | DVB Racing            | 45     |
| 5.   | GPR Aston Martin      | 22     |
|      | ...                   |        |